# Cirrhilabrus
Genre
Cirrhilabrus est un genre de poissons de la famille des Labridae communément connu sous le nom de vieille. Ces poissons sont réputés en aquariophilie pour leurs couleurs très chatoyantes et leur comportement plutôt paisible, même si certains mâles sont agressifs envers leur congénères.

## Description
Le plus petit représentant est Cirrhilabrus rubriventralis qui mesure environ 7 cm tandis que le plus grand, Cirrhilabrus cyanopleura atteint environ 15 cm. Mais la plupart des espèces mesure entre 10 et 13 cm.
Toutes les espèces de Cirrhilabrus sont caractérisées par trois paires de canines sur la mâchoire supérieure et une paire de canines en saillie sur la mâchoire inférieure. Les petites dents coniques sont situées sur les côtés de la mâchoire et les dents grandes et recourbées à l'arrière sous forme de trois paires (Springer & Randall, 1974). Ces dents aident le poisson à capturer, saisir, et pulvériser sa principale source de nourriture : le zooplancton. 
La vieille a quatre genres étroitement liés : Paracheilinus, Pseudocheilinus, Pseudocheilinops et Pteragagus. La cornée de l'œil est divisée en deux segments, formant une double pupille. On pense que le centre de la pupille est une sorte de gros objectif,  qui lui permet d'avoir une vue agrandie de leurs petites proies (Baensch 1994). 
Toutes les espèces de Cirrhilabrus ont également une interruption de la ligne latérale. Elles nagent grâce aux battements rapides de leurs nageoires pectorales et s'équilibrent avec les nageoires caudales et anales, tandis que les neuf rayons mous de la nageoire dorsale leur permettent de se guider tel un gouvernail. Les nageoires pelviennes ont plutôt un rôle tactile.
Enfin, chez tous les membres du genre Cirrhilabrus, le dimorphisme sexuel est dichromatique.

## Environnement, distribution
Ce poisson vit dans les récifs entre 3 mètres et 43 mètres de profondeur, dans des eaux dont la température va de 24 à 28 °C.
On le rencontre dans l'océan Indien, nord de la mer Rouge, Oman et le Sri Lanka

## Histoire
Le genre Cirrhilabrus a été nommé en 1850 avec la description de Cirrhilabrus temmincki par  Temminck ce qui lui a valu son nom, suivie en 1853 par la description de Cirrhilabrus solorensis. En 1957, Cirrhilabrus a été révisé pour contenir deux espèces, Cirrhilabrus temminckii et Cirrhilabrus cyanopleura. Cirrhilabrus solorensis a été considéré comme un synonyme de C. cyanopleura et l'orthographe de C. temmincki corrigée en C. temminkii. Au fil des années, de nombreuses autres espèces ont été identifiées et nos connaissances sur ce genre n'ont cessé d'augmenter. Les années 1980 se sont avérées être les plus excitantes de la décennie pour les amateurs de ces poissons, avec 14 nouvelles espèces décrites. Cirrhilabrus solorensis fut confondu avec un  ichtyologiste et est actuellement membre de 40 espèces décrites (Randall, comm. pers.). Bien qu'il s'agissait du deuxième Cirrhilabrus décrit, la plupart des chercheurs ont considéré cette espèce comme un synonyme de Cirrhilabrus solorensis.

## Liste d'espèces
Selon World Register of Marine Species (26 avril 2014) :
- Cirrhilabrus adornatus Randall & Kunzmann, 1998
- Cirrhilabrus aurantidorsalis Allen & Kuiter, 1999
- Cirrhilabrus balteatus Randall, 1988
- Cirrhilabrus bathyphilus Randall & Nagareda, 2002
- Cirrhilabrus beauperryi Allen, Drew & Barber, 2008
- Cirrhilabrus blatteus Springer & Randall, 1974
- Cirrhilabrus brunneus Allen, 2006
- Cirrhilabrus cenderawasih Allen & Erdmann, 2006
- Cirrhilabrus claire Randall & Pyle, 2001
- Cirrhilabrus condei Allen & Randall, 1996
- Cirrhilabrus cyanopleura (Bleeker, 1851)
- Cirrhilabrus earlei Randall & Pyle, 2001
- Cirrhilabrus exquisitus Smith, 1957
- Cirrhilabrus filamentosus (Klausewitz, 1976)
- Cirrhilabrus flavidorsalis Randall & Carpenter, 1980
- Cirrhilabrus joanallenae Allen, 2000
- Cirrhilabrus johnsoni Randall, 1988
- Cirrhilabrus jordani Snyder, 1904
- Cirrhilabrus katherinae Randall, 1992
- Cirrhilabrus katoi Senou & Hirata, 2000
- Cirrhilabrus laboutei Randall & Lubbock, 1982
- Cirrhilabrus lanceolatus Randall & Masuda, 1991
- Cirrhilabrus lineatus Randall & Lubbock, 1982
- Cirrhilabrus lubbocki Randall & Carpenter, 1980
- Cirrhilabrus lunatus Randall & Masuda, 1991
- Cirrhilabrus luteovittatus Randall, 1988
- Cirrhilabrus marjorie Allen, Randall & Carlson, 2003
- Cirrhilabrus melanomarginatus Randall & Shen, 1978
- Cirrhilabrus morrisoni Allen, 1999
- Cirrhilabrus nahackyi Walsh & Tanaka, 2012
- Cirrhilabrus naokoae Randall & Tanaka, 2009
- Cirrhilabrus punctatus Randall & Kuiter, 1989
- Cirrhilabrus pylei Allen & Randall, 1996
- Cirrhilabrus randalli Allen, 1995
- Cirrhilabrus rhomboidalis Randall, 1988
- Cirrhilabrus roseafascia Randall & Lubbock, 1982
- Cirrhilabrus rubrimarginatus Randall, 1992
- Cirrhilabrus rubripinnis Randall & Carpenter, 1980
- Cirrhilabrus rubrisquamis Randall & Emery, 1983
- Cirrhilabrus rubriventralis Springer & Randall, 1974
- Cirrhilabrus sanguineus Cornic, 1987
- Cirrhilabrus scottorum Randall & Pyle, 1989
- Cirrhilabrus solorensis Bleeker, 1853
- Cirrhilabrus temminckii Bleeker, 1853
- Cirrhilabrus tonozukai Allen & Kuiter, 1999
- Cirrhilabrus walindi Allen & Randall, 1996
- Cirrhilabrus walshi Randall & Pyle, 2001

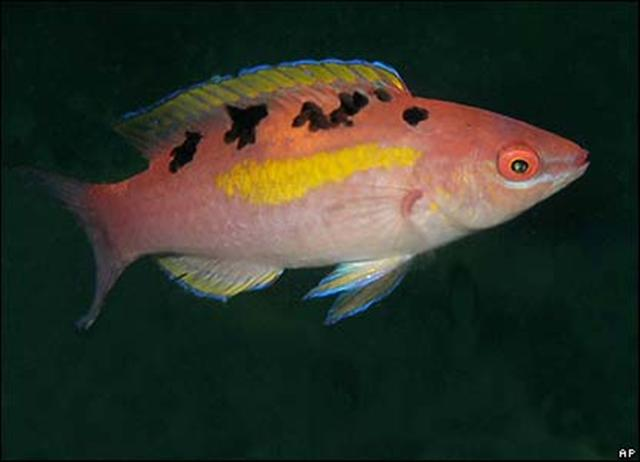
Cirrhilabrus cenderawasih
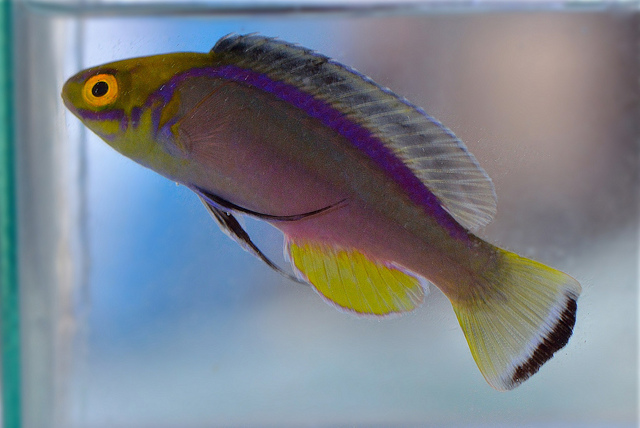
Cirrhilabrus claire mâle
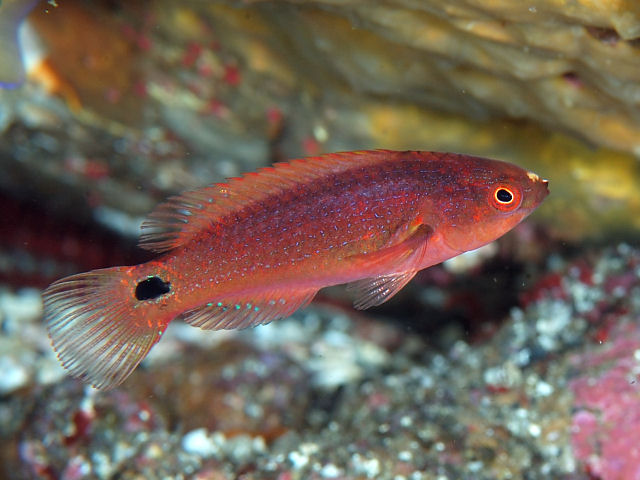
Cirrhilabrus exquisitus
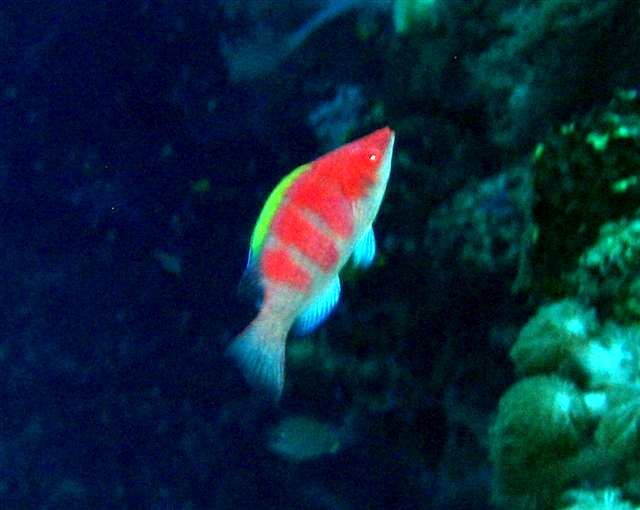
Cirrhilabrus flavidorsalis
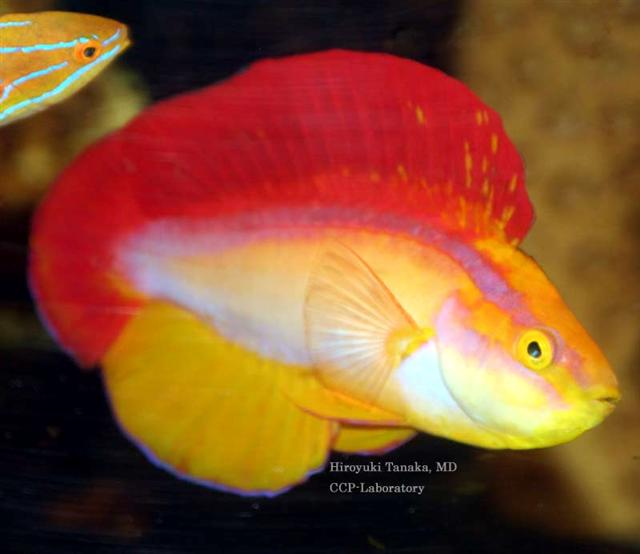
Cirrhilabrus jordani
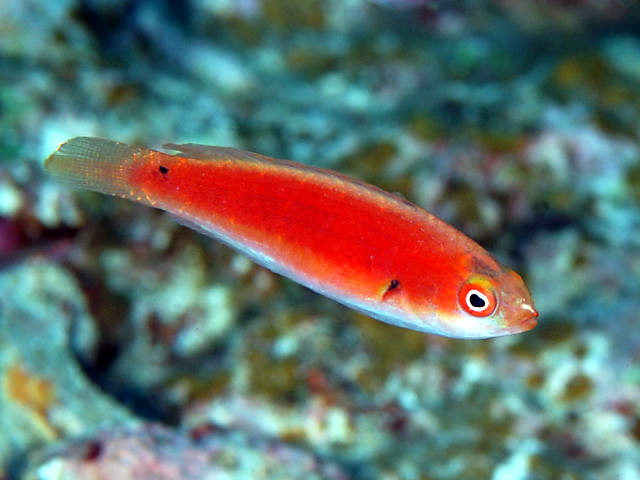
Cirrhilabrus katherinae
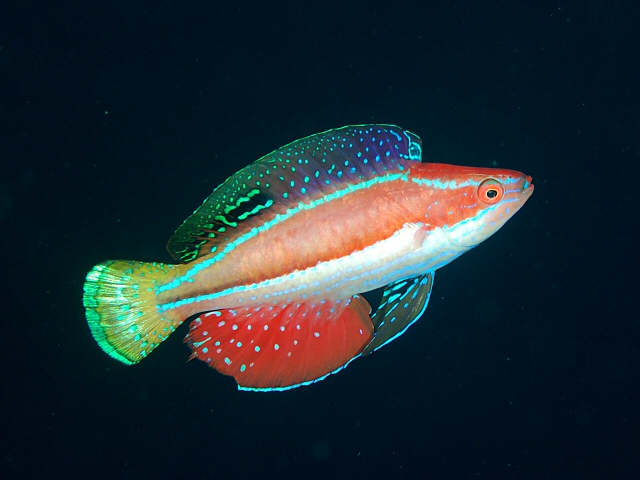
Cirrhilabrus katoi
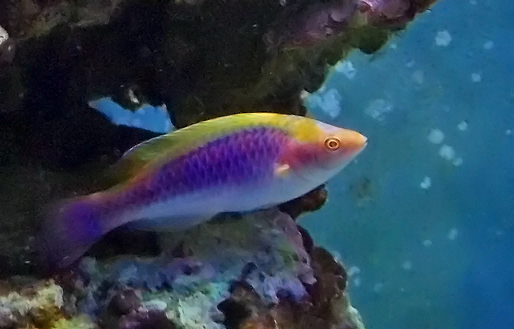
Cirrhilabrus lubbocki
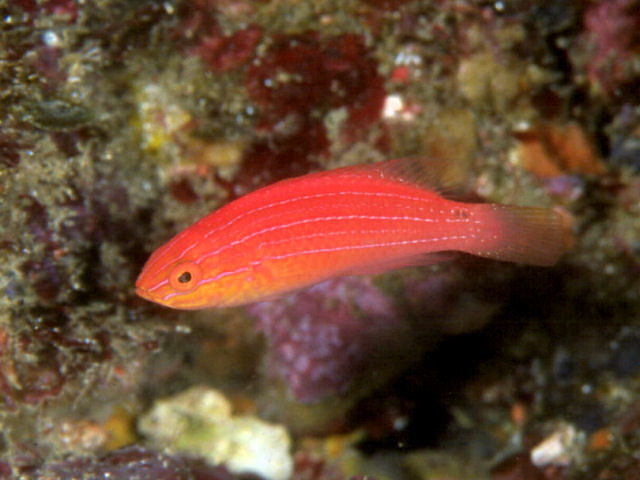
Cirrhilabrus lunatus
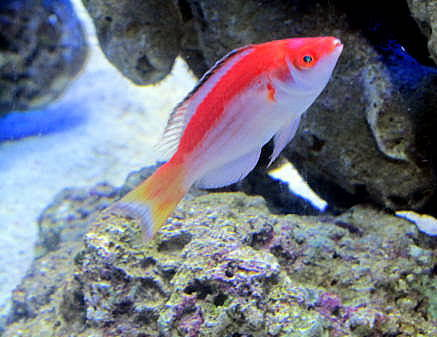
Cirrhilabrus marjorie
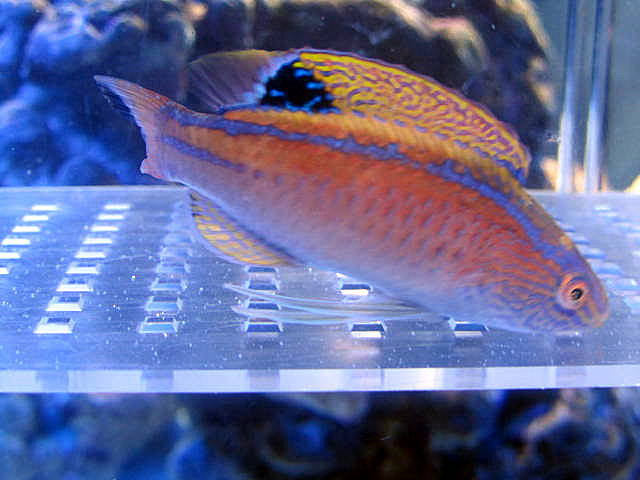
Cirrhilabrus pylei
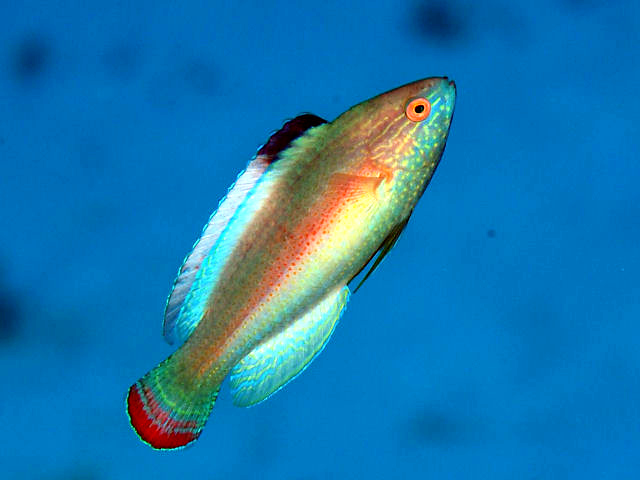
Cirrhilabrus rubrimarginatus
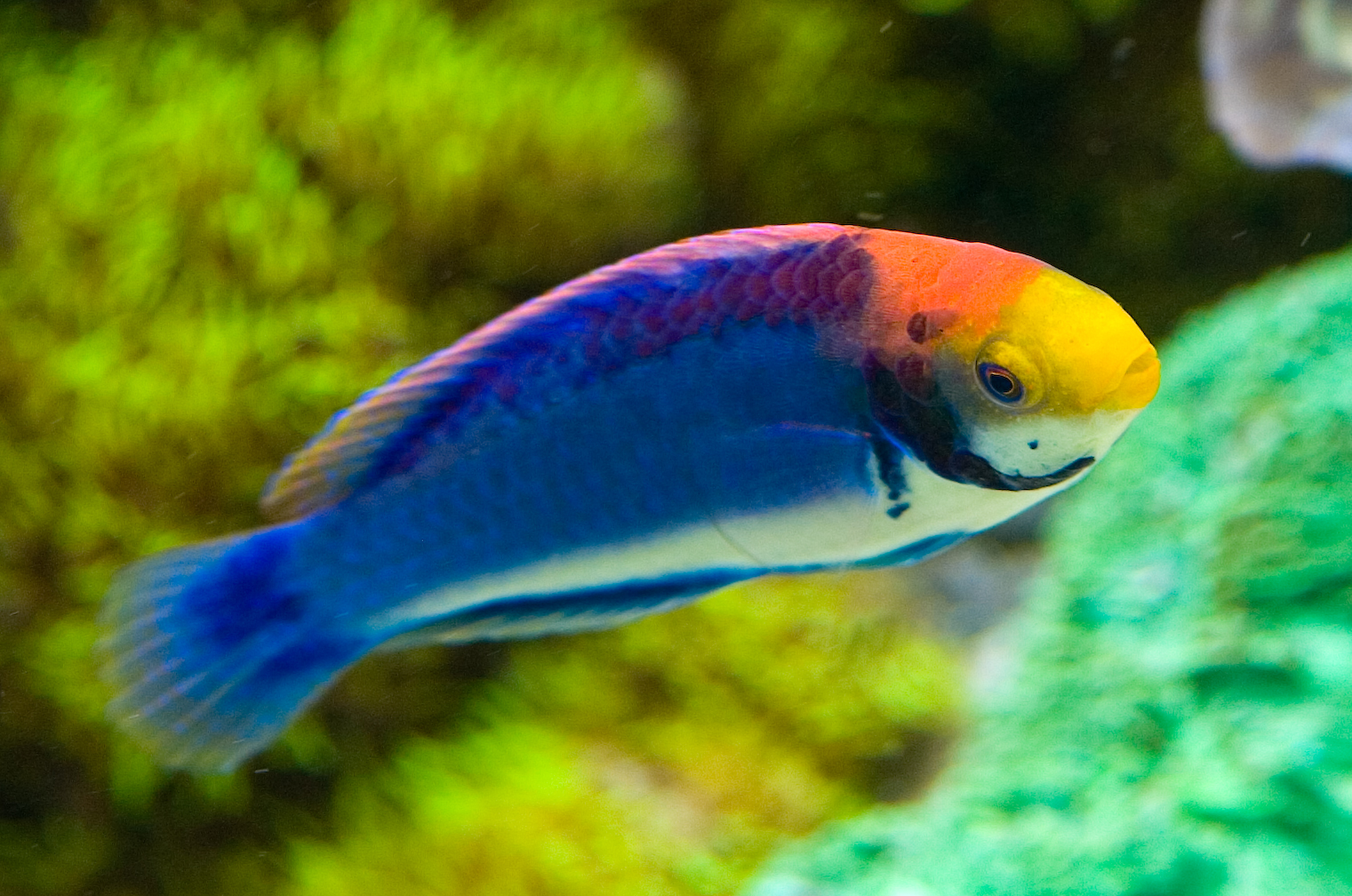
Cirrhilabrus solorensis
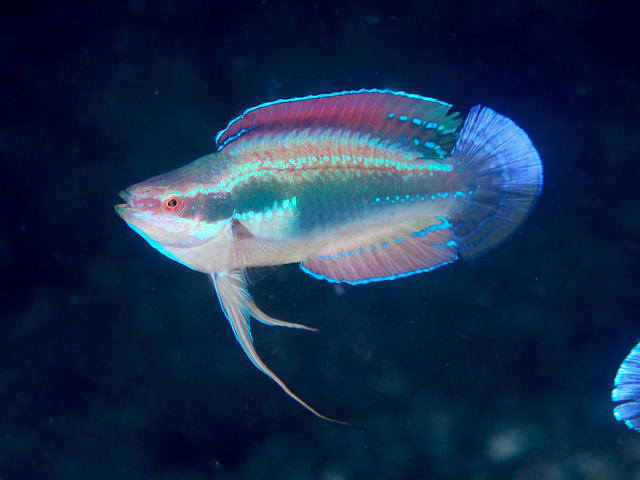
Cirrhilabrus temminckii